# Igor Łosiew
Igor G. Łosiew (ros. Игорь Г. Лосев; ur. 3 września 1972 r.) – rosyjski kulturysta.
Trzykrotny Mistrz Rosji (2005, 2006, 2011), dwukrotny Mistrz Europy (2003, 2008) oraz dwukrotny Mistrz Świata (2006, 2013) w kulturystyce. W 2011 zdobył srebro w kategorii wagowej do 80 kg podczas zawodów IFBB Arnold Amateur.